# Pseudónimo
Pseudónimo (português europeu) ou pseudônimo (português brasileiro) (do grego antigo ψευδώνυμος, composto de ψευδο- "pseudo-" e ὄνομα "nome", ou seja, "nome falso"), é um nome fictício usado por um indivíduo como alternativa ao seu nome real.
Normalmente é um nome inventado por um escritor, um poeta ou um jornalista que não queira ou não possa assinar suas próprias obras. Sob o aspecto jurídico, o pseudônimo é tutelado pela lei quando tenha adquirido a mesma importância no nome oficial, nas mesmas modalidades que defendem o direito ao nome.

## Escopo
Os pseudônimos incluem nomes artísticos, nomes de usuários, identidades e codinomes de super-heróis ou vilões, identificações de jogadores, nomes papais, e nomes reais de imperadores e outros monarcas, incluindo os seus epítetos. Em alguns casos, também pode incluir apelidos. Historicamente, eles às vezes tomaram a forma de anagramas, helenismos e latinizações.
Pseudônimos não devem ser confundidos com novos nomes que substituem os antigos, tornando-se o novo nome pessoal do indivíduo a tempo integral. Pseudônimos são nomes de "tempo parcial", usados apenas em determinados contextos: para fornecer uma separação mais clara entre a vida privada e profissional, para mostrar ou melhorar uma determinada persona, ou para ocultar a verdadeira identidade de um indivíduo, como acontece com pseudônimos de escritores, assinaturas de grafiteiros, nomes de guerra de combatentes da resistência ou terroristas, identificadores de hackers de computador e outras identidades on-line para serviços como mídias sociais, jogos on-line e fóruns na internet. Atores, músicos e outros artistas às vezes usam nomes artísticos para um grau de privacidade, para melhor se comercializar, e outros motivos.
Em alguns casos, os pseudônimos são adotados porque fazem parte de uma tradição cultural ou organizacional; por exemplo, nomes devocionais são usados por membros de alguns institutos religiosos, e "nomes de quadros" políticos são usados por líderes do Partido Comunista, como Trótski e Lenin.
Um nome coletivo ou pseudônimo coletivo é aquele compartilhado por duas ou mais pessoas, por exemplo, os coautores de uma obra, como Carolyn Keene, Erin Hunter, Ellery Queen, Nicolas Bourbaki ou James S. A. Corey.

## Exemplos de personalidades conhecidas por seus pseudônimos
- Allan Kardec (Hippolyte Léon Denizard Rivail)
- Adamo Angel (Walcyr Carrasco)
- Lemony Snicket (Daniel Handler)
- Anatole France (Jacques Anatole François Thibault)
- Tristão de Ataíde (Alceu Amoroso Lima)
- Eugénio de Andrade (José Fontinhas)
- George Eliot (Mary Ann Evans)
- Susana Vieira (Sônia Maria Vieira Gonçalves)
- George Orwell (Eric Arthur Blair)
- Gil do Vigor (Gilberto Nogueira)
- Josef Stalin (Ióssif Vissariónovitch Djugashvili)
- Lenin (Vladimir Ilich Ulyanov)
- Lewis Carroll (Charles Lutwidge Dodgson)
- J. K. Rowling / Robert Galbraith (Joanne Rowling)
- Bob Dylan (Robert Allen Zimmerman)
- Johannes Clímacus / Johannes de Silentio / Victor Eremita (Søren Kierkegaard)
- Mark Twain (Samuel Langhorne Clemens)
- Miguel Torga (Adolfo Correia da Rocha)
- Pablo Neruda (Ricardo Eliécer Neftalí Reyes Basoalto)
- Paracelso (Philippus Aureolus Theophrastus Bombastus von Hohenheim)
- Silvio Santos (Senor Abravanel)
- Tennessee Williams (Thomas Lanier Williams III)
- Woody Allen (Allan Stewart Königsberg)
- Marina and the Diamonds (Marina Lambrini Diamandis)
- Lady Gaga (Stefani Joanne Angelina Germanotta)
- Lana Del Rey (Elizabeth Woolridge Grant)
- Freddie Mercury (Farrokh Bulsara)
- Eminem (Marshall Bruce Mathers III)
- Ayu (Ayumi Hamasaki)
- Garrincha (Manoel Francisco dos Santos)
- Pelé (Edson Arantes do Nascimento)
- Zico (Arthur Antunes Coimbra)
- Greta Garbo (Greta Lovisa Gustafsson)
- Hilda de Toledano (Maria Pia de Saxe-Coburgo e Bragança)
- Bonnie Tyler (Gaynor Hopkins)
- Nils Sjöberg (Taylor Swift)[6]